# Левратто, Вирджилио
Вирджилио Феличе Левратто (итал. Virgilio Felice Levratto; 26 октября 1904 года, Каркаре — 30 июня 1968 года, Генуя) — итальянский футболист, игравший на позиции нападающего. По завершении игровой карьеры — тренер. Выступал за национальную сборную Италии.
Обладатель Кубка Италии. Бронзовый призёр Олимпийских игр 1928 года.

## Клубная карьера
Воспитанник юношеской команды клуба «Вадо».
Во взрослом футболе дебютировал в 1919 году выступлениями за команду клуба «Вадо», в которой провёл пять сезонов, приняв участие в 50 матчах чемпионата. За это время завоевал титул обладателя Кубка Италии, забив единственный гол в финальном поединке против «Удинезе» в добавленное время.
В течение 1924—1925 годов защищал цвета клуба «Верона».
Своей игрой за последнюю команду привлёк внимание представителей тренерского штаба клуба «Дженоа 1893», к составу которого присоединился в 1925 году. Сыграл за генуэзский клуб следующие семь сезонов игровой карьеры. Большую часть времени, проведённого в составе «Дженоа», был основным игроком атакующей звена команды.
В 1932 году заключил контракт с клубом «Амброзиана-Интер», в составе которого провёл следующие два года своей карьеры. Играя в составе «Амброзиана-Интер» также, как правило, выходил на поле в основном составе команды. В новом клубе был среди лучших бомбардиров, отличаясь забитым голом в среднем в каждой третьей игре чемпионата.
С 1934 года два сезона защищал цвета команды клуба «Лацио». Тренерским штабом нового клуба также рассматривался как игрок «основы».
С 1936 по 1941 год играл в составе клубов «Савона» и «Стабия».
Завершил профессиональную игровую карьеру в клубе «Кавезе», за команду которого выступал на протяжении 1941—1942 годов.

## Выступления за сборную
В 1924 году дебютировал в официальных матчах в составе национальной сборной Италии . В течение карьеры в национальной команде, которая длилась 5 лет, провёл в форме главной команды страны 28 матчей, забив 11 голов.
В составе сборной был участником футбольного турнира на Олимпийских играх 1924 в Париже и футбольного турнира на Олимпийских играх 1928 в Амстердаме, на котором команда завоевала бронзовые награды.

## Карьера тренера
Начал тренерскую карьеру, продолжая играть на поле, в 1936 году, возглавив тренерский штаб клуба «Савона».
В дальнейшем возглавлял команды клубов «Кавезе», «Стабии», «Коллеферро», «Риуните Мессина», «Арсенал Мессина», «Лечче», «Финале Лигуре» и «Кунео», а также входил в тренерский штаб клуба «Фиорентина».
Последним местом тренерской работы был клуб «Нолезе», главным тренером команды которого Вирджилио Левратто был с 1965 по 1968 год.

## Достижения
- Обладатель Кубка Италии:

«Вадо»: 1922